# Juan Ramírez
Pour les articles homonymes, voir Ramírez.
Juan Ramírez, né le 25 juillet 1935 dans les îles Canaries, est un artiste peintre franco-espagnol, parfois surnommé « le mousquetaire de l'Art » ou « Don Quichotte de la peinture ».

## Biographie
L'une des particularités de Juan Ramírez est de peindre à l’épée, en utilisant un pinceau au bout d'un fleuret. Il réalise ces œuvres de façon théâtrale, cape noire, chapeau noir et épée à la main.
Adolescent, il part travailler dans les mines pendant trois ans. Puis il visite Bruxelles où il fera la rencontre de Salvador Dalí qui l'invitera à le rejoindre à Paris.
Dali (en espagnol : Dalí) en fait officiellement son filleul et le considère comme son fils spirituel. De là naîtra une complicité sans faille entre les deux hommes, qui les conduira aux quatre coins du monde où ils partageront expositions et performances.
Galeries et musées exposent les œuvres de cet artiste surréaliste[réf. nécessaire], aimé pour son art si particulier[Interprétation personnelle ?], dans le monde entier.
Il réalisera de nombreuses performances comme la création de 25 toiles dans la grotte de Clamouse où il est resté enfermé 21 jours.
Il s'éteint le 19 juillet 2025 à l'âge de 89 ans.